# Belica

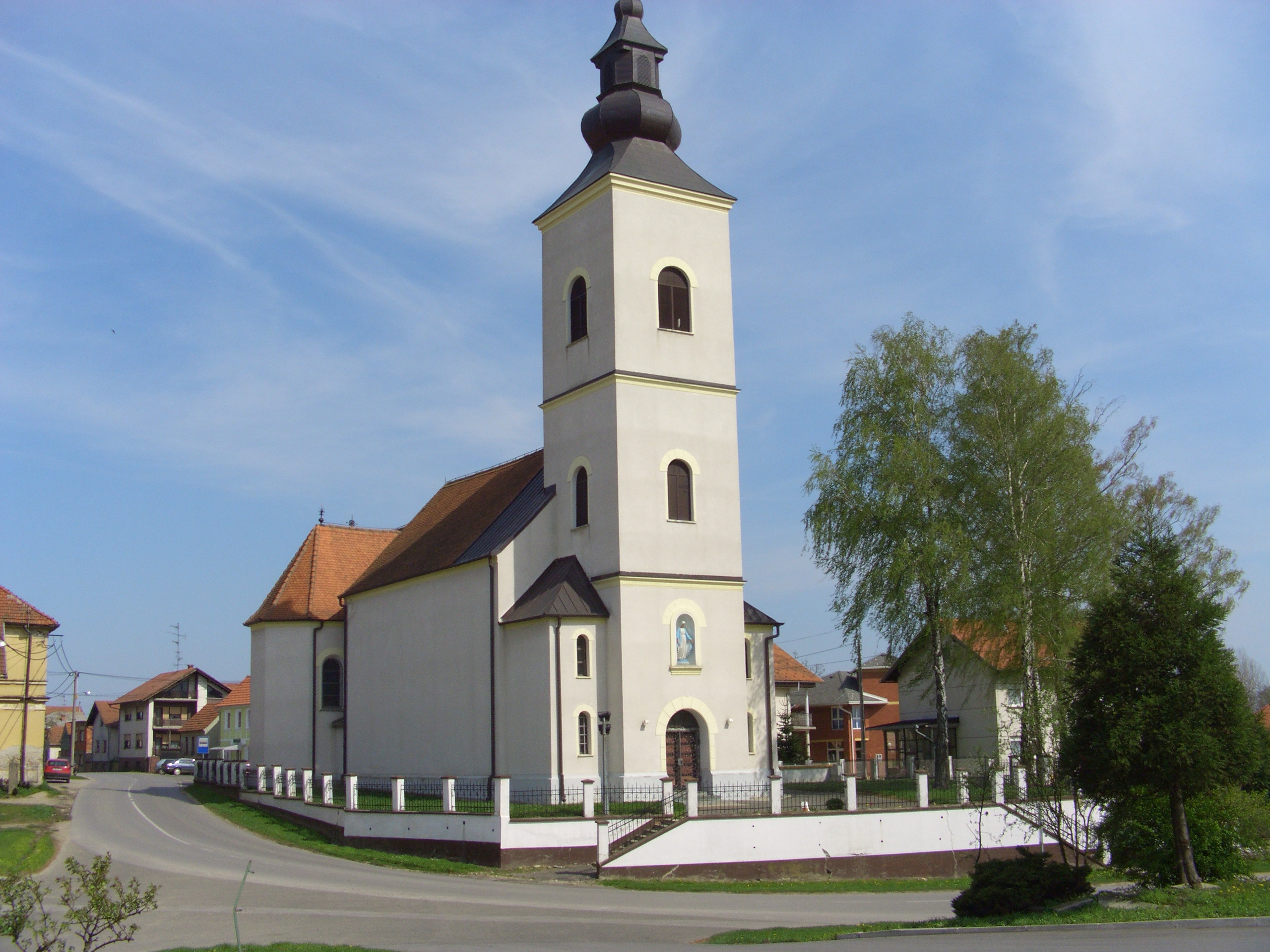
Römisch-katholische Kirche von Belica

Belica ist eine kroatische Ortschaft in der Gespanschaft Međimurje. Der Ort zählt 3176 Einwohner und erstreckt sich auf einer Fläche von 27,75 km² (Stand 2011). Hauptwirtschaftszweig ist die Textilindustrie und Landwirtschaft mit Schwerpunkt in der Kartoffelproduktion.
Die Gemeinde Belica besteht aus den Ortschaften Belica und Gardinovec. Sie liegt in einer Tiefebene und trennt, im geographischen Sinne, den unteren vom oberen Teil des Landkreises Međimurje.
Das kontinentale Klima, mit heißen Sommern und kalten Wintern und einer jährlichen Temperaturdifferenz von über 50 °C, sowie mäßigen Winden aus Nord und Süd, wird schon seit über einhundert Jahren dokumentiert. Die meisten Niederschläge fallen zwischen Mai und Juli und liegen im Jahresdurchschnitt zwischen 845 und 862 mm. Während der Herbstzeit sind Nebelschwaden, vor allem zwischen Belica und der Stadt Čakovec, keine Seltenheit.
In der Geschichte waren die Ortschaften Belica und Gardinovec Teil von Gutsherren aus Čakovec, aber auch Teil kleinerer Grundbesitzer. Die ersten geschichtlichen Hinweise auf den heutigen Ort Belica datieren auf das Jahr 1256, als Anwesen Bela / Terra Beoslova. Hundert Jahre später wird der Grundbesitz Belc / Belch zwischen den Flüssen Mur und Drau erwähnt. Der Name Stephanus Bekoych / Stjepan Bekoić de Belic, Verwalter eines Gutsherrn aus Čakovec, erscheint im Jahre 1478 in den Geschichtsbüchern.